# Окоп

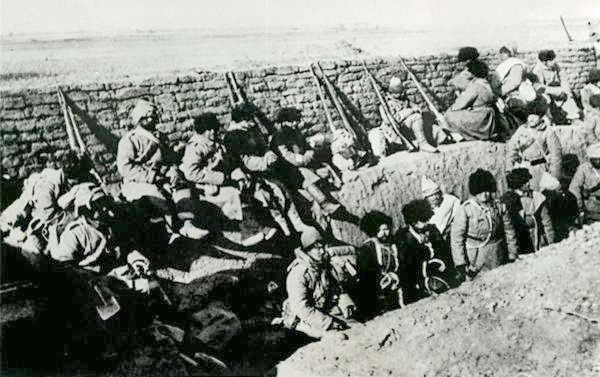
Русские солдаты в окопах, Русско-японская война 1904—1905 года, фото Карл Булла.

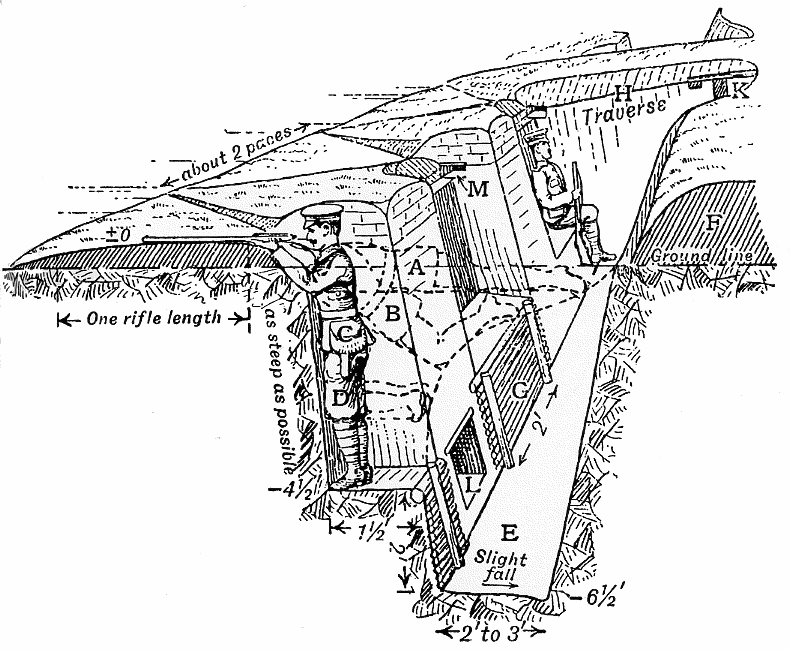
Схема окопа полного профиля (траншеи) из руководства для британской пехоты 1914 года.

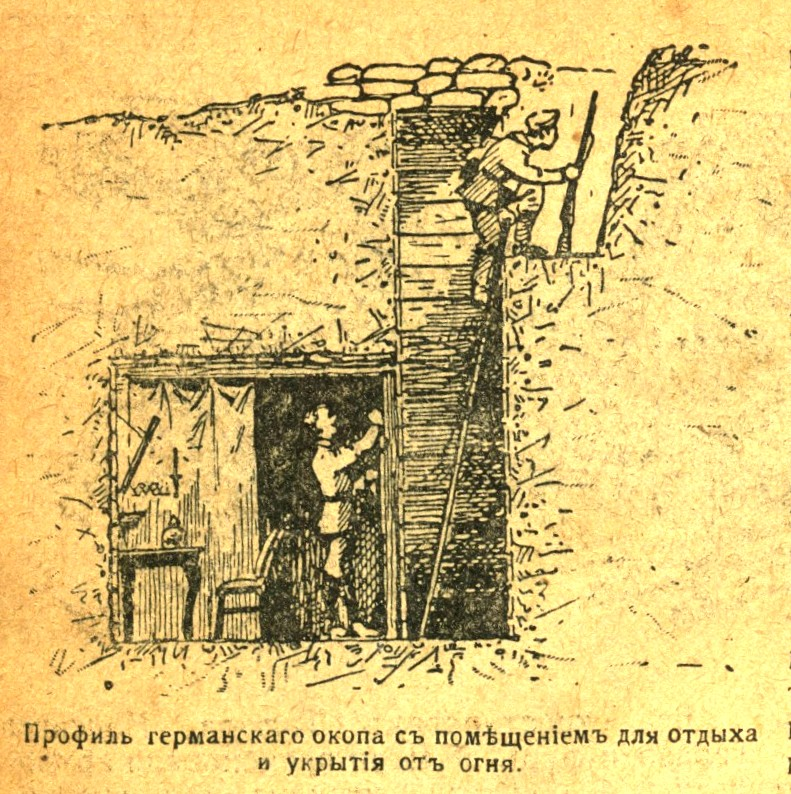
Рисунок, изображающий профиль немецкого окопа с помещением для отдыха и укрытия от огня, «Природа и люди», — : Тип. П. П. Сойкина, 1914 год. — № 51. — 16 с..

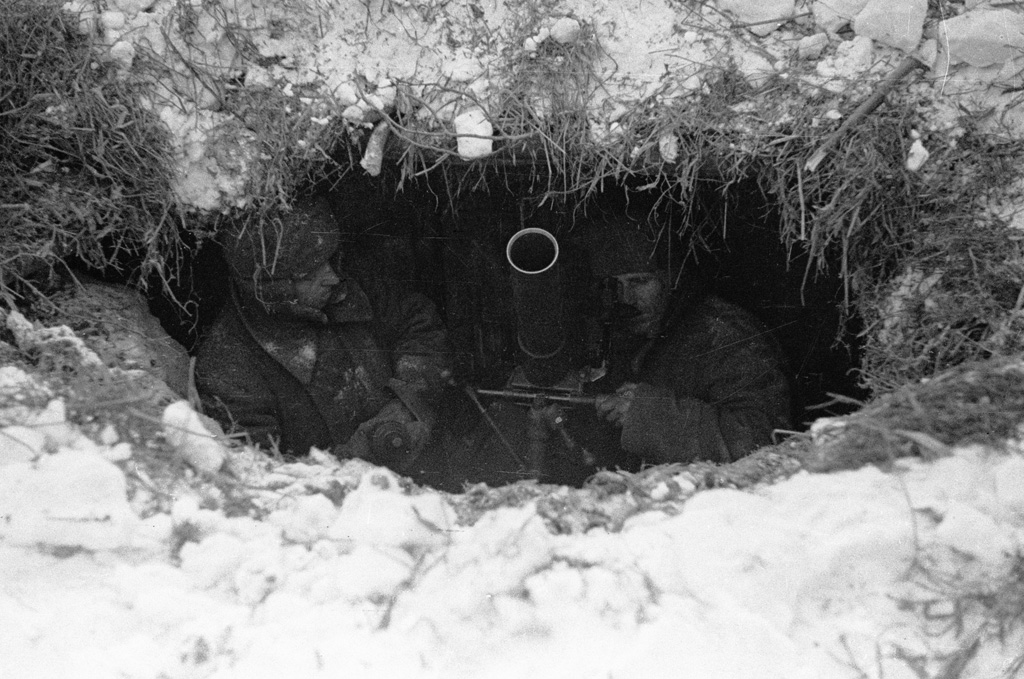
Миномётчики сидят в окопе на огневом рубеже на подступах к Москве, 27 декабря 1941 года.

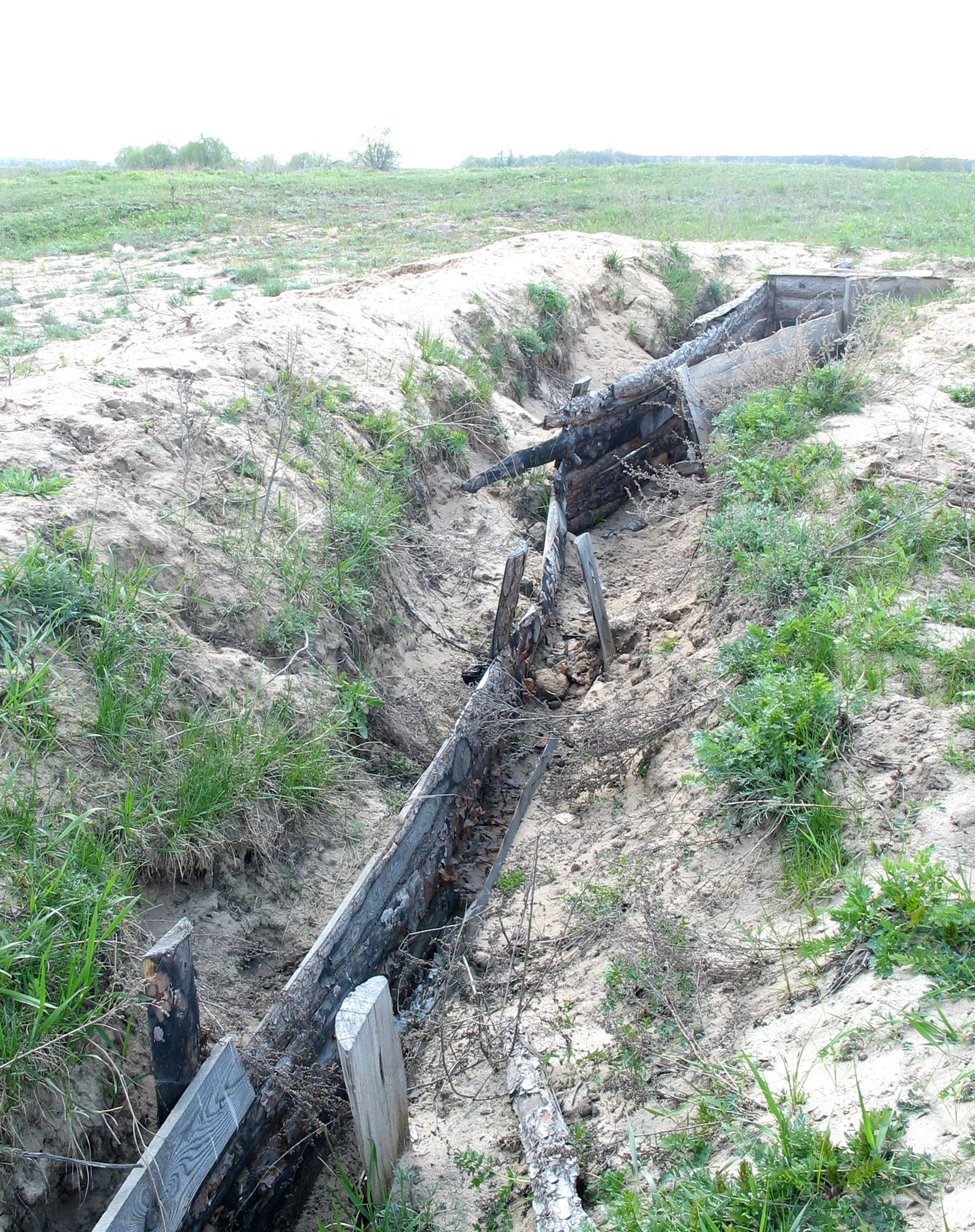
Остатки окопа времен битвы за Москву, левый берег Оки около Каширы, Московская область, 27 апреля 2008 года.

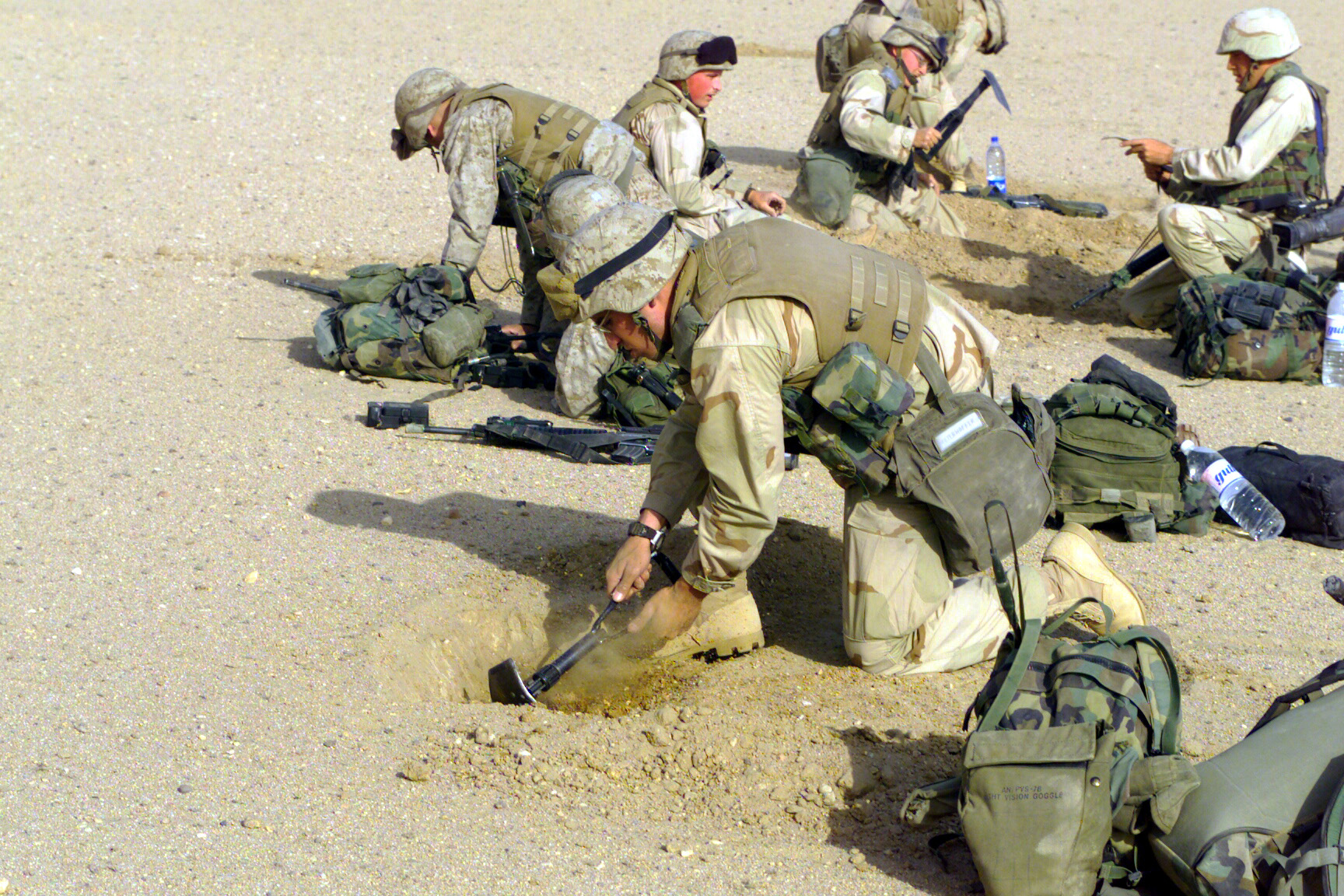
Тренировка американских морских пехотинцев в отрывании окопов, 20 марта 2003 года.

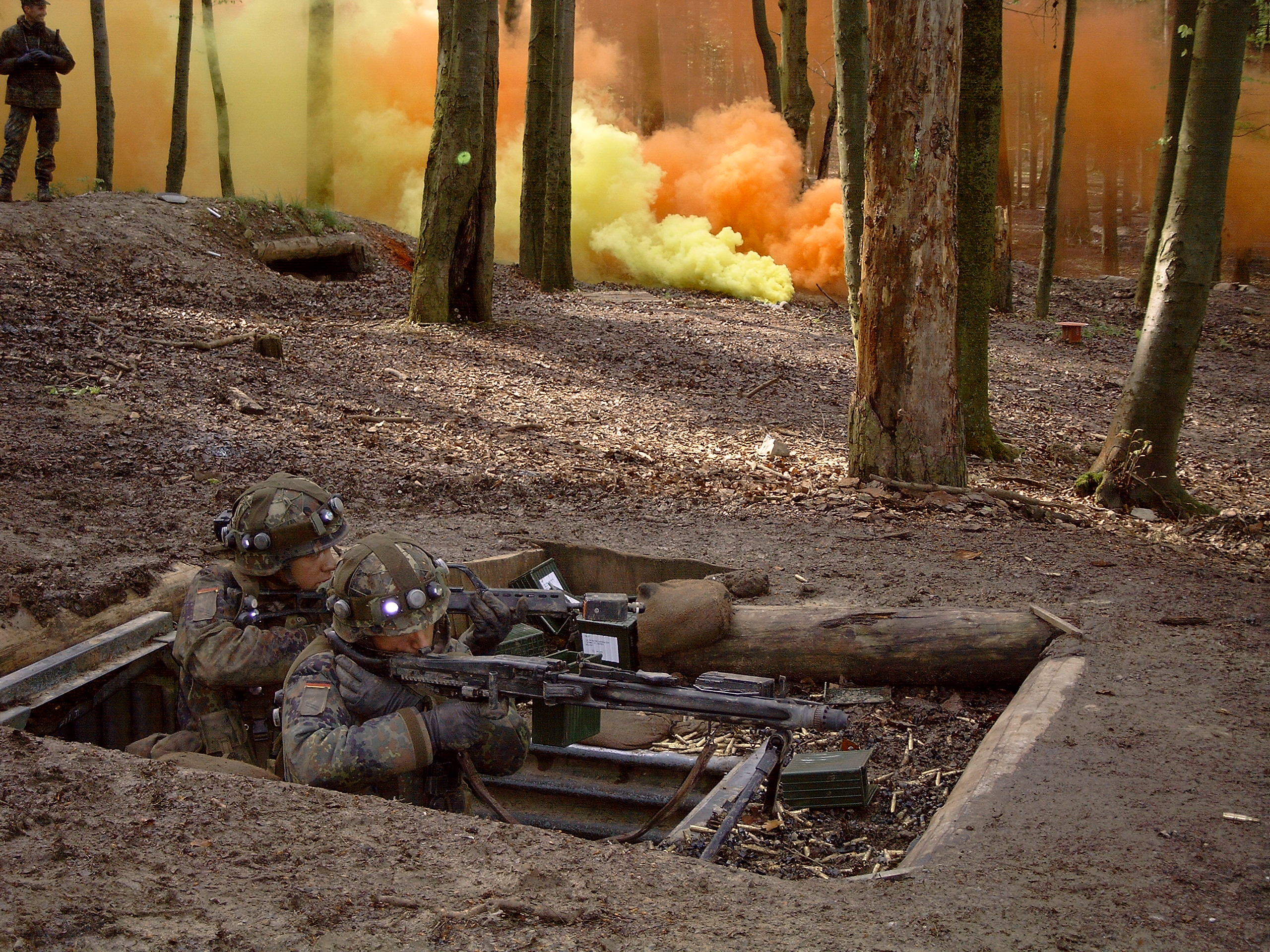
Пулемётное гнездо.

Око́п — искусственное сооружение (укрепление), углубление в грунте, предназначенное для улучшения условий стрельбы и защиты военнослужащего, личного состава подразделения, вооружения и военной техники от поражения огня противника различными видами вооружения и предназначенное для стрельбы из него стрелковых войск (пехоты), пулемётов или артиллерии (орудий, миномётов).
Окопы бывают стрелковые и артиллерийские (орудийные, миномётные). И как один из типов стрелкового окопа — пулемётное гнездо.
Насыпь, присыпаемая с внутренней стороны к брустверу и подымающая орудие над горизонтом настолько, чтобы оно могло стрелять поверх бруствера, называется барбетом, а упомянутая прорезь — амбразурой.
Окопная профиль укрепления — профиль редута, редана или других подобных укреплений, аналогичная полной профили стрелкового окопа с высотой бруствера 0,5 метра. Процесс действий по сооружению окопа называется окапывание (окапыванье).

## История
Во время своих завоевательских походов древние римляне ежедневно на ночь сооружали укреплённый лагерь и никогда не вступали в сражение не имея лагеря с окопами, в котором складывалась поклажа, находились раненые (больные), резервы и так далее.
А первые «узаконенные» военными инженерами и командирами типы окопов появились при обороне Севастополя в 1854—1855 годах, в виде различного рода ложементов (артиллерийских, пехотных) по инициативе инженер-подполковника Эдуарда Тотлебена.
Появление в 1872 году линемановской пехотной лопаты и введение её в качестве инженерного вооружения стрелка (пехотинца), в последующие годы во всех вооружённых силах мира, привело к всеобщему применению окопов на поле боя наравне с редутами и люнетами. Русско-японская война окончательно показала, что заметные высокие укрепления для стрелков и артиллерии мало пригодны в современных боевых действиях для широкомасштабной позиционной войны, и что единственно приемлемой формой защиты на поле боя для стрелков и артиллерии являются малозаметные, замаскированные окопы с небольшим бруствером. В Первую мировую войну 1914—1918 годов основным типом окопа становится окоп полного профиля. И уже исходя из опыта Великой Отечественной войны, ВС Союза ССР приняли за нормальный тип окоп для стрельбы стоя со дна рва как более узкий и дающий лучшую защиту личного состава от огня противника, применяющего авиацию, танки и артиллерию (миномёты).

## Типы
По применяемому вооружению:
- стрелковый окоп
  - пулемётное гнездо
  - окоп для противотанковых ружей
- артиллерийский окоп
  - орудийный окоп
  - миномётный окоп

По конструкции:
- брустверный окоп
- безбрустверный окоп (бурский окоп)

### Стрелковые окопы
Стрелковые окопы — наиболее распространённый и для большинства участков полевой позиции самый целесообразный вид фортификационных построек. На них основывается главным образом действие огнём по неприятелю. К окопам прибегают не только при обороне, но и при атаке, если атака состоит в постепенном приближении к неприятелю и ведётся с остановками, во время которых атакующие войска могут окопаться. Атакующий устраивает окопы иногда ещё до начала наступления, на случай возможной неудачи. Благодаря небольшой высоте насыпей и малой глубине рвов в окопах они легко строятся самими войсками, назначенными для их занятия и обороны, то есть самоокапыванием, хорошо применяются к местности, хорошо маскируются и не стесняют передвижений войск на поле сражения. Последнее свойство обусловливается также отсутствием перед ними преград штурму, что, однако, не в ущерб войскам, занимающим окопы, так как за ними всегда будут резервы, если только протяжение позиции по фронту соответствует величине отряда; резервы помогут отбить фронтальную атаку и вместе с тем обеспечивают окопы от охвата и обхода. Наиболее распространённые типы стрелковых окопов — для стрельбы с колена и стоя. При возведении окопов на виду у неприятеля, когда нельзя заранее знать, сколько времени для работ он предоставит, — строят сначала окопы слабого профиля, с маленьким бруствером и мелким рвом (окопы для стрельбы лёжа, чтобы скорее получить укрытие от огня, а затем их совершенствуют и переходят к профилю более сильному; таким образом, сначала может быть построен окоп для стрельбы лёжа, потом, углубляя ров, получают окоп для стрельбы с колена и, наконец, для стрельбы стоя. Направление линии огня стрелковых окопов преимущественно криволинейное; оно зависит от изгибов местности и от желаемого направления огня из окопов. Оконечности окопа заворачиваются в тыл на случай флангового огня со стороны неприятеля, а также для возможности более эффективного обстрела противника, прорывающегося на стыке опорных пунктов/частей.
В советской фортификации различаются термины «окоп» и «траншея». Общая на подразделение траншея примыкает к индивидуальным окопам военнослужащих. Более поздние армейские уставы предписывают создание и непрерывное усиление фортификации (в первую очередь окопной) долговременно занимаемых позиций всеми соединениями, частями и подразделениями независимо от ожидаемых боевых задач.
В Первую мировую войну русская армия применяла окопы-засады. Окоп-засада — это замаскированный стрелковый окоп, имеющий сверху сплошное лёгкое перекрытие, которое открывалось в момент подхода противника, для открытия по нему внезапного для него неожиданного ружейного огня.

### Артиллерийские окопы
Артиллерийский (орудийный, миномётный) окоп — заглубленная в землю на определённую глубину орудийная (миномётная) площадка, обнесенная невысоким бруствером, который служит защитой, от поражения огнём противника, орудийного (миномётного) расчёта и предназначен так же для лучшей маскировки орудия (миномёта). Для втаскивания и вытаскивания орудия (миномёта) позади в окопе устраивается аппарель.

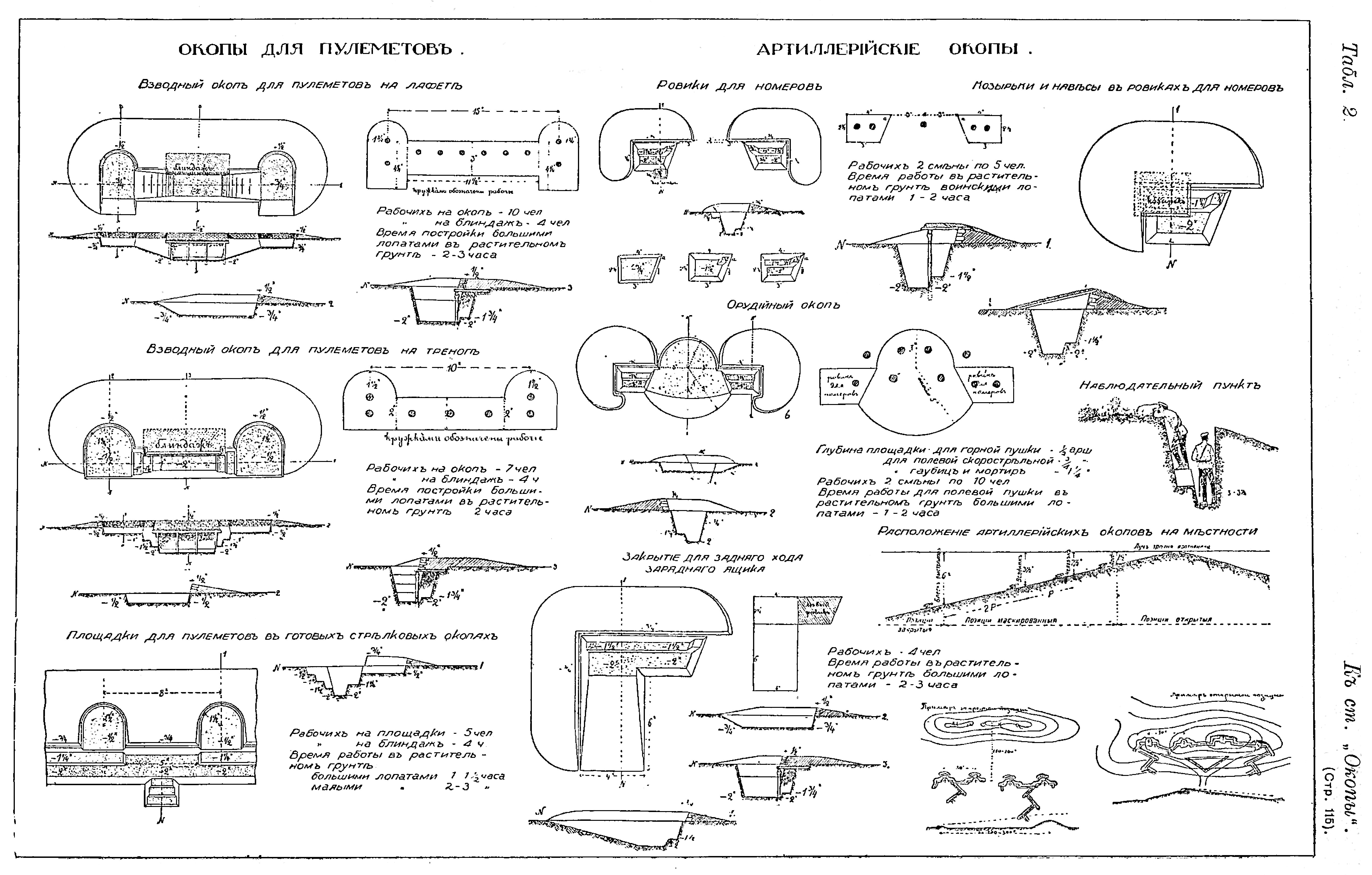
Пулемётные и артиллерийские окопы
Чертежи из статьи «Окопы»
«Военная энциклопедия Сытина», 1914 год.

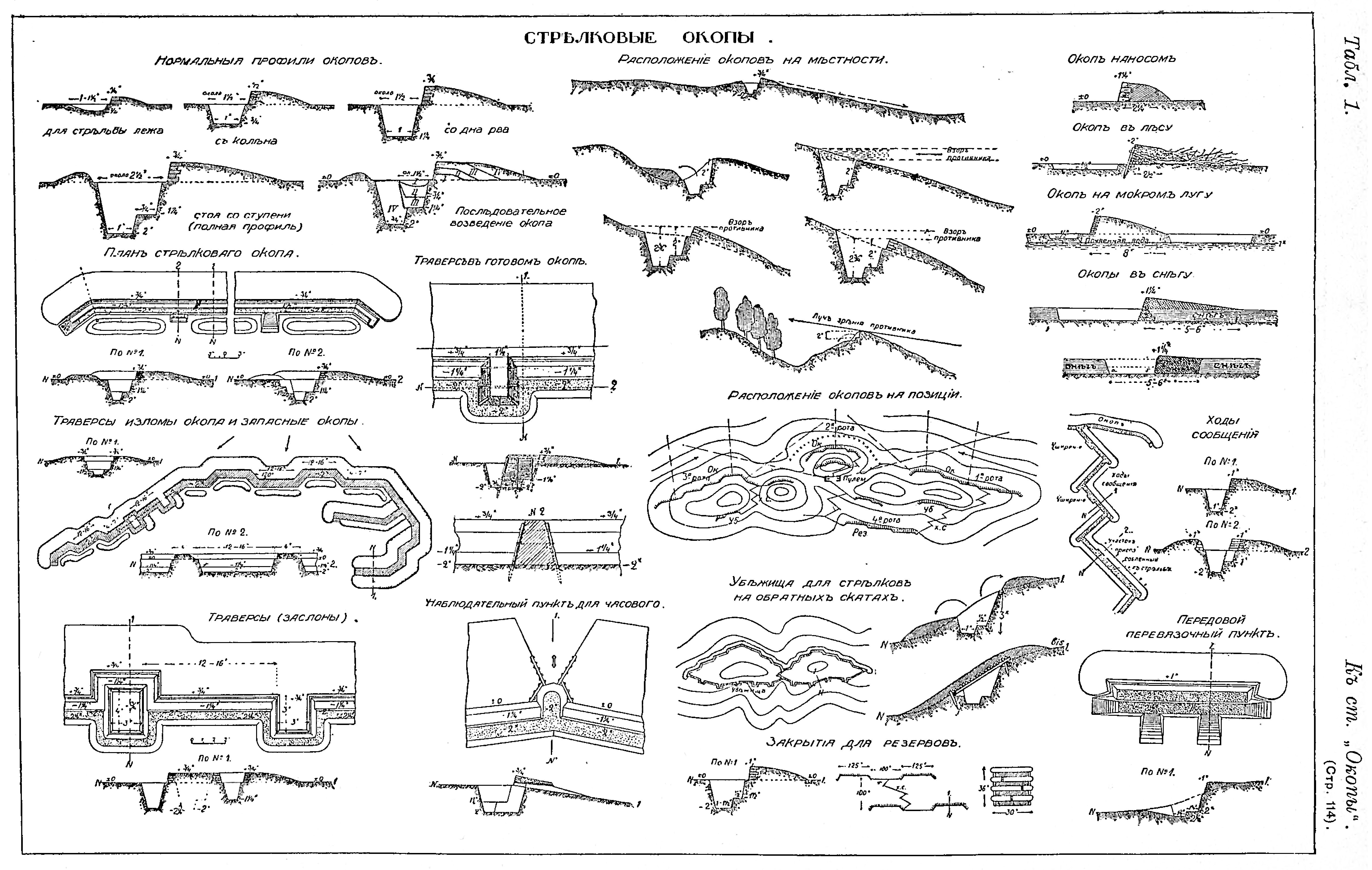

В бруствере артиллерийского (орудийного, миномётного) окопа имеется открытая амбразура, а по сторонам — ровики для номеров и ниши для боеприпасов.
Орудийные окопы бывают одиночные, на одно орудие каждый, или батарея — сплошные закрытия на несколько рядом стоящих орудий; те и другие служат для укрытия от огня противника артиллерийской прислуги и отчасти самого орудия; размеры прикрывающей насыпи зависят от имеющегося в распоряжении времени на окапывание.
По профилю окопы и батареи могут быть разделены на:
- горизонтные — орудие стоит на горизонте земли, возвышаясь на всю свою высоту над горизонтом;
- углубленные — орудие стоит ниже горизонта, будучи врыто почти на всю свою высоту в землю;
- полууглубленные — часть высоты орудия приходится ниже горизонта, а другая — выше горизонта.

Одиночные орудийные окопы возводятся быстро, хорошо укрывают орудия и прислугу от неприятельского огня, представляют собой небольшие цели и не препятствуют движению техники вперед сквозь промежутки между ними. К недостаткам таких окопов следует отнести большое протяжение, занимаемое рядом окопов по фронту позиции, и неудобство управления огнём орудий, раскинутых на большом пространстве.
Заслоны в полевой войне предназначаются для закрытия резервов от неприятельского огня и наблюдений, когда сама местность таких закрытий не дает; употребляются они вообще довольно редко. Для резервов, близких к боевой линии, заслоны удобнее всего устраивать в виде стрелковых окопов, дающих возможность, если понадобится, открыть огонь в интервалы или через головы впереди расположенных своих войск.

## Окопы с покрытием стенок

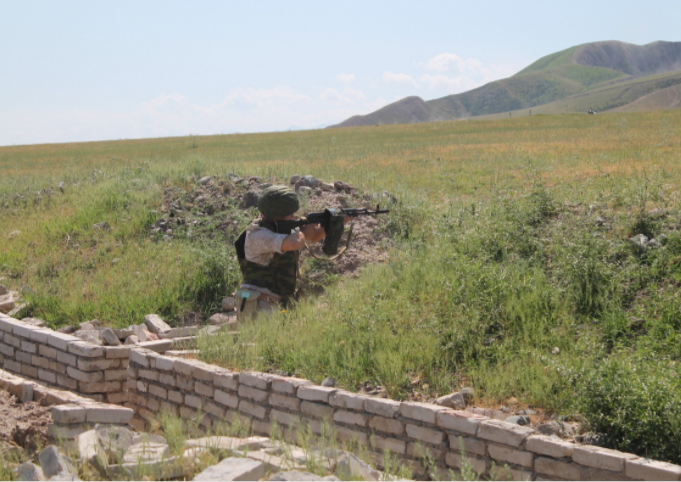
Окоп, укрепленный кирпичной кладкой на военном полигоне

В период Холодной войны в США проводились эксперименты с армированием, покрытием и отделкой стенок окопов различными полимерными материалами для повышения их устойчивости к погодно-климатическим факторам, затоплению дождевыми и грунтовыми водами, эрозии почв, для повышения живучести личного состава от поражающих факторов конвенционального вооружения и оружия массового поражения (ядерного, химического, биологического и др.), защиты личного состава от обитающих в почве болезнетворных микроорганизмов, профилактики заболеваний сопутствующих размещению войск в окопах, разрабатывались индивидуальные и коллективные (взводные, ротные) инженерные средства мгновенного действия. В силу отличия практики самоокапывания в Вооружённых силах США и НАТО от таковой в армиях Организации Варшавского договора, практически все эксперименты были стандартизированы под неперекрытые индивидуальные окопы для стрельбы стоя типа «лисьей норы» (цилиндрической формы с круглым профилем стенок). Толчок для интенсификации экспериментов в этом направлении был дан в период Корейской войны и какое-то время после её окончания. В 1959 году корпорацией American Latex Products Corp. (филиал Dayton Rubber Co.) в Дейтоне, штат Огайо, было разработано и испытано мгновенно затвердевающее водонепроницаемое покрытие на основе уретановой пены. Смеситель размещался в прицепе стандартного армейского джипа и перевозил в ёмкости достаточное количество смеси для покрытия стенок системы окопов и траншей пехотной роты. С эскалацией военных действий в ходе войны во Вьетнаме, исследовательские программы такого рода возобновились. Перекрытие для «лисьей норы» квадратом из плотного дакрона размером 80 × 84 дюйма (203 × 213 см), уложенное в плоском пакете весом в два фунта (0,9 кг) и размером 7 × 7,5 дюймов (17,8 × 19 см) было разработано и испытано Пехотным комитетом Армии США летом 1969 года в Форт-Беннинге. Оно обеспечивало возможность блиндирования окопа слоем дёрна толщиной 36 дюймов (90 см), защищало военнослужащего от затекания дождевой воды в окоп, обеспечивало радиологическую, химическую и биологическую защиту от ОМП и поражающих элементов шрапнельного типа, а также маскировку от средств воздушной разведки противника и от боевых беспилотников..

## Оборудование окопов
- Бойницы
- Ниши
- Перекрытия
- Подбрустверный блиндаж
- Одежда крутостей или откосов окопов и ходов сообщения
- Отвод воды из окопов и ходов сообщения
- Отхожее место

## Дополнительные сооружения окопа
- Блиндирование
- Обсыпка
- Траверс
- Фланкирующее сооружение
- Капонир

## Галерея

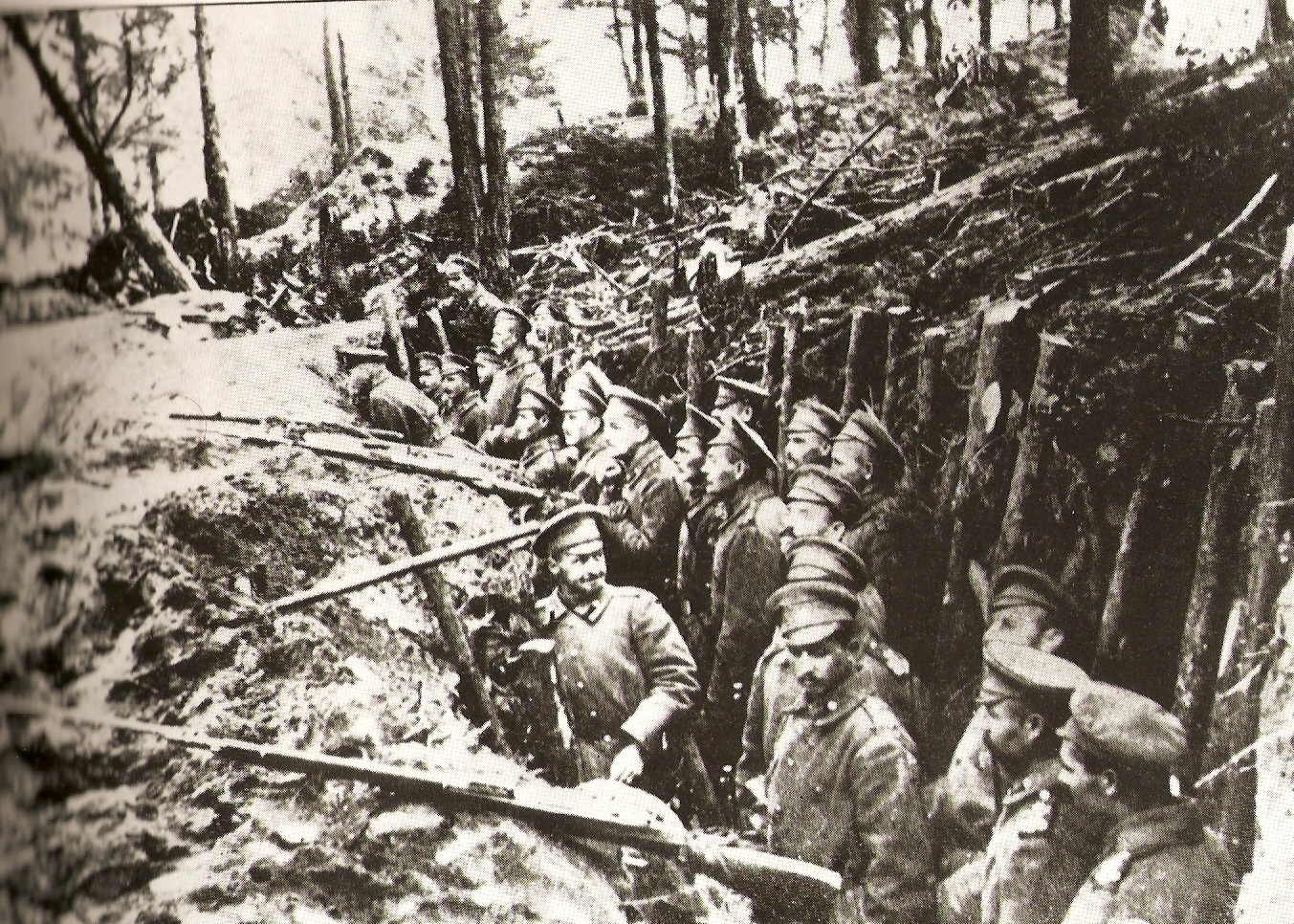
Под Сарыкамышем, 1914 год.
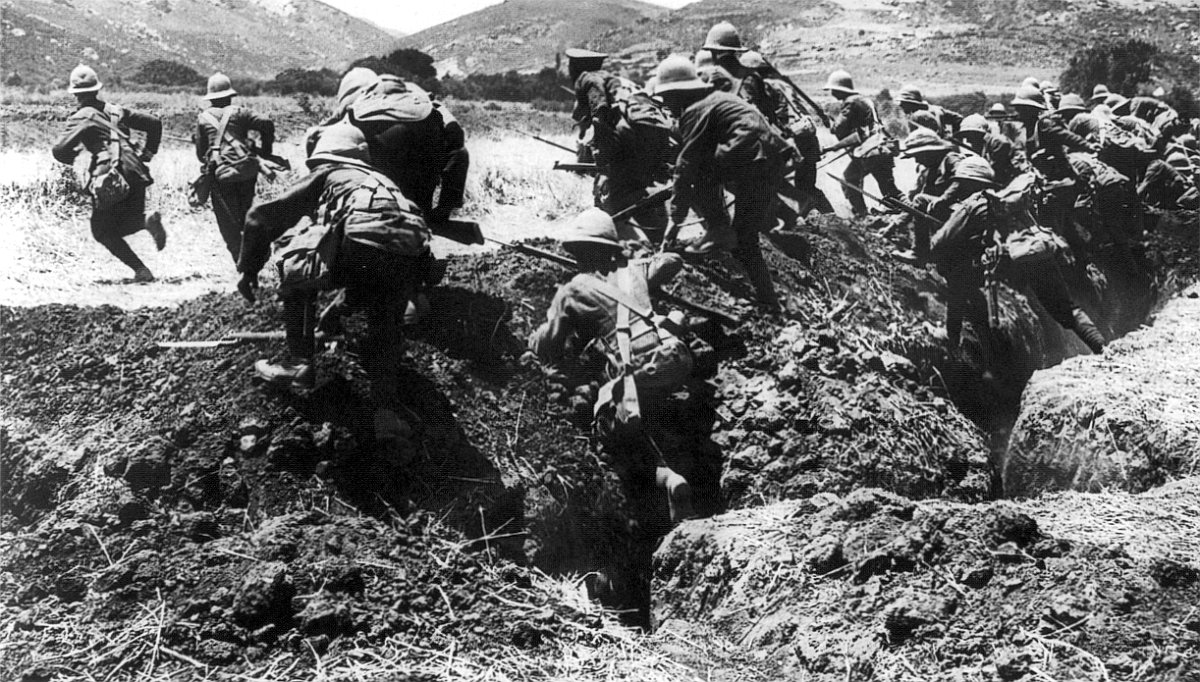
Тренировка атаки английских войск. Лемнос, 1915 год.
Британский окоп около дороги Альбер-Бапом во время Битвы на Сомме, июль 1916.
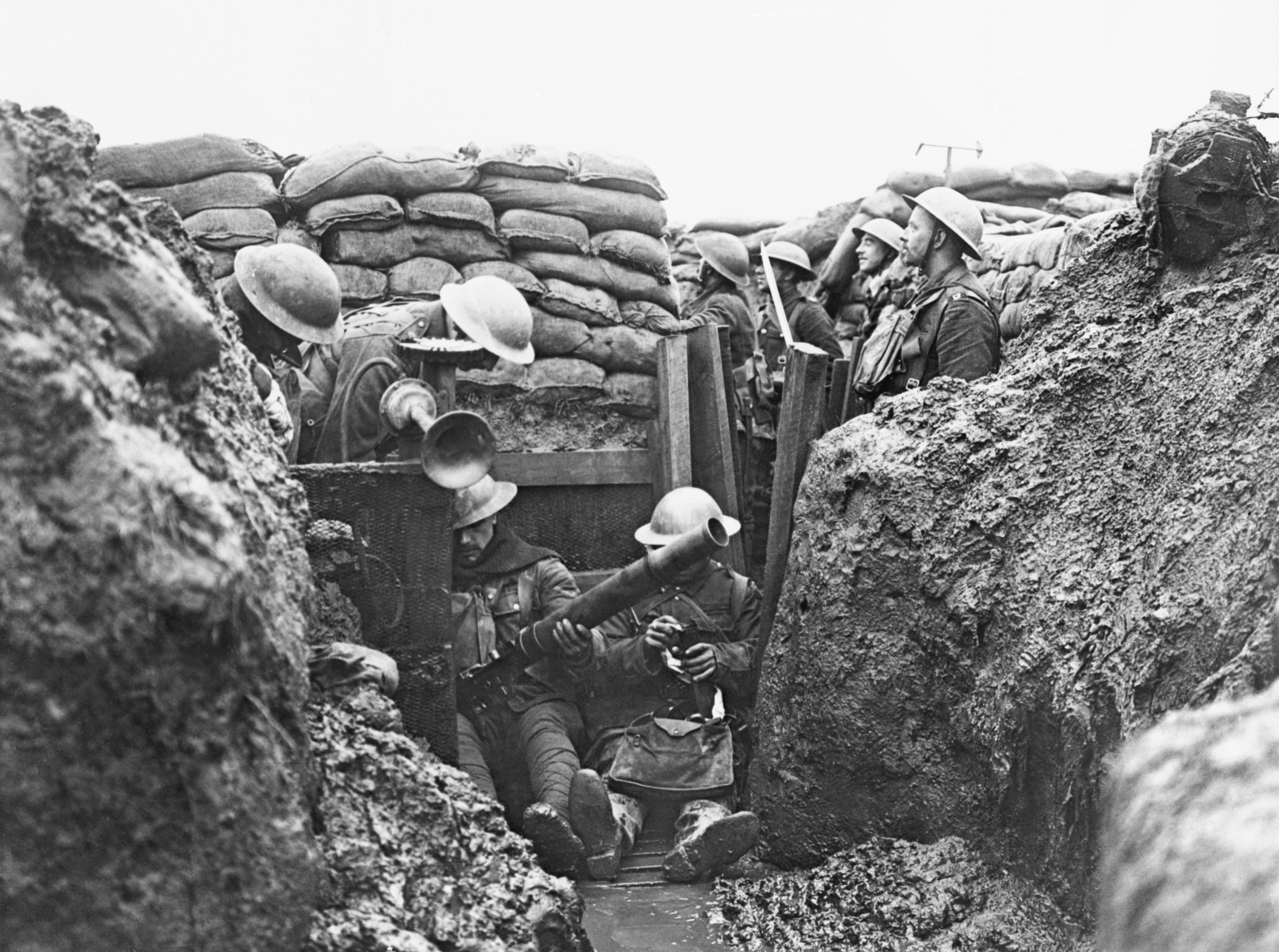
В окопе.
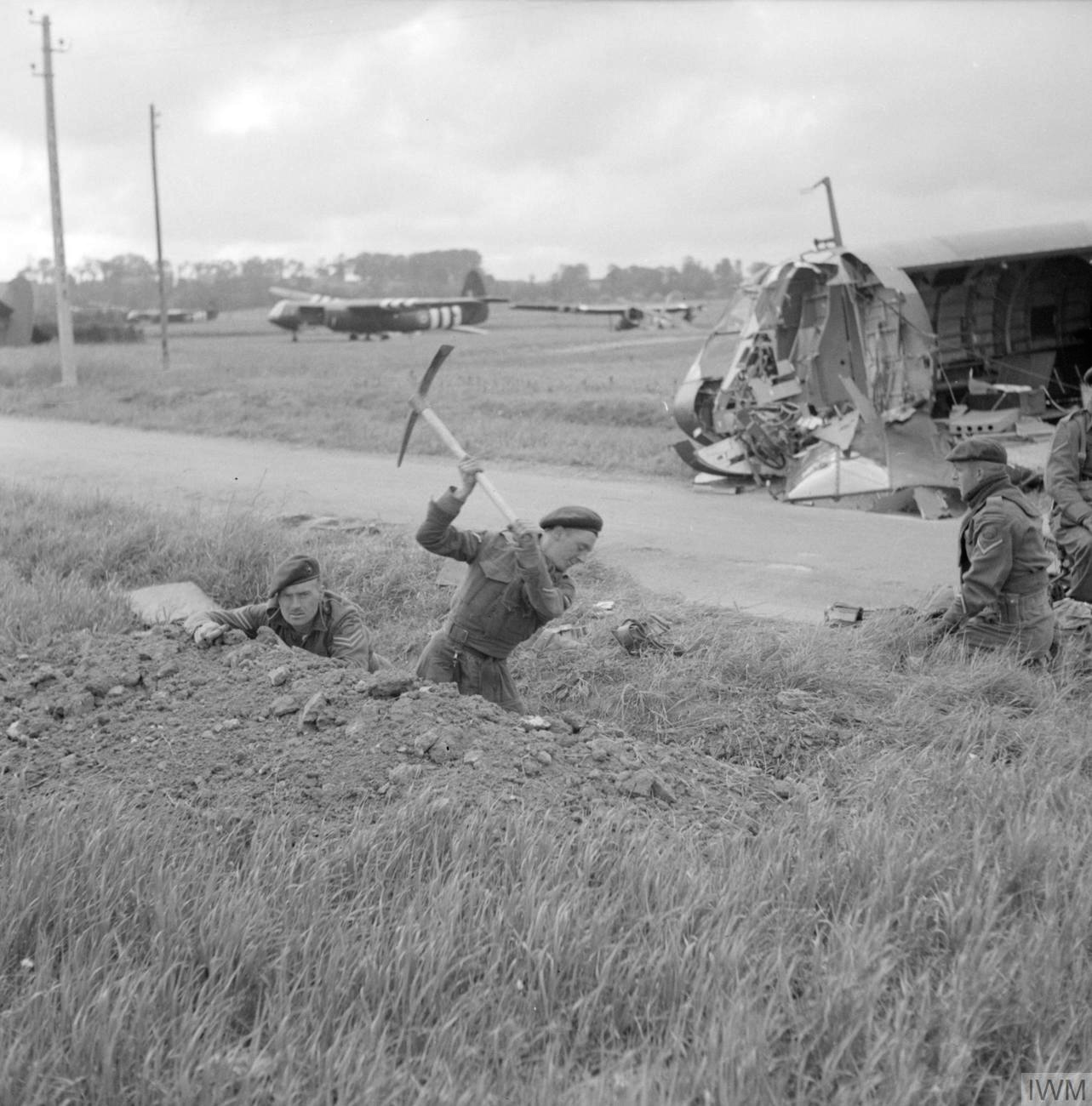
Боец британского подразделения спецназначения роет окоп, 7 июня 1944 года.
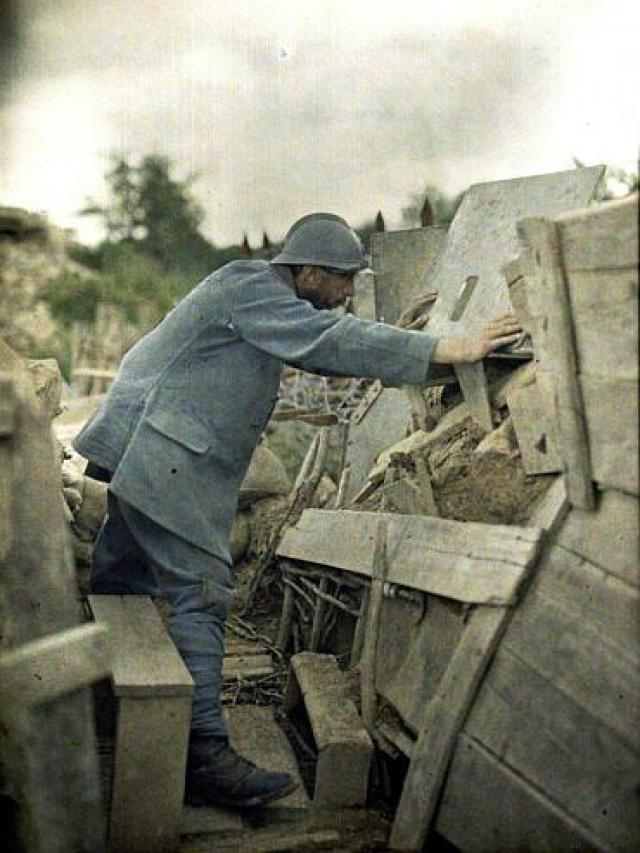
Французский солдат, начало Первой мировой войны.
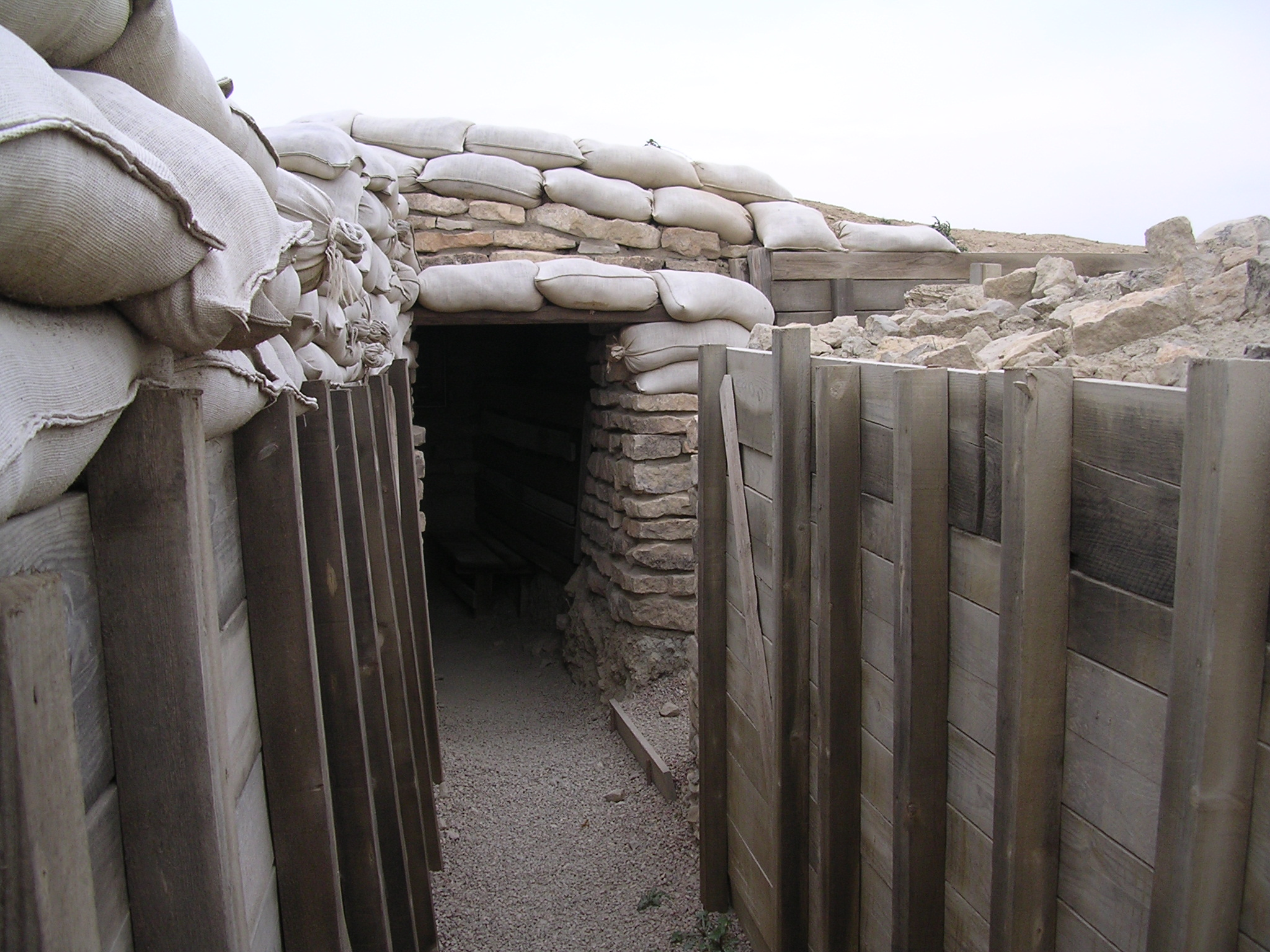
Блиндирование: устройство перекрытий из земленосных мешков.
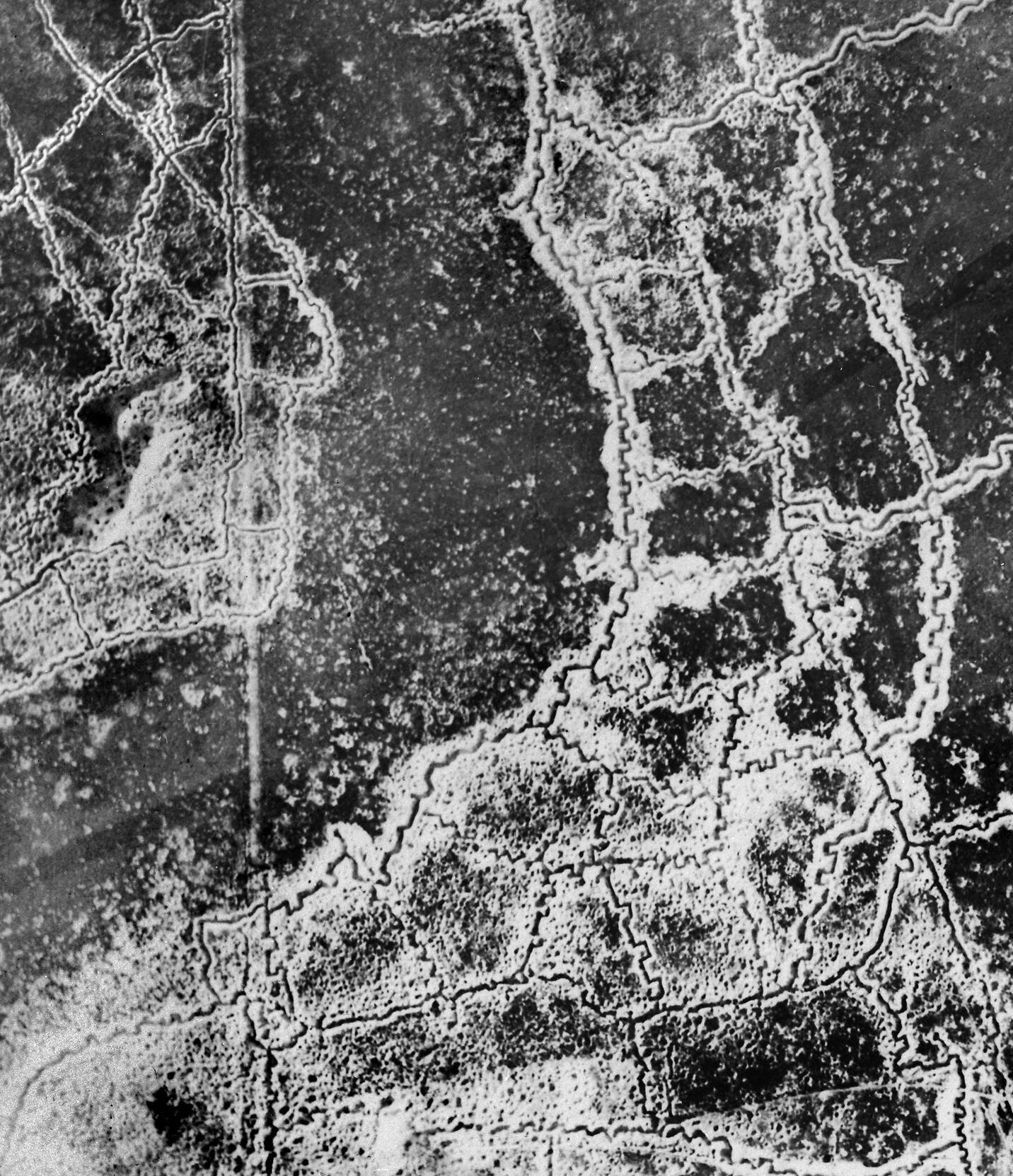
Две системы траншей (справа и внизу немецкие, слева британские); Франция, Первая мировая война, 1917 г.
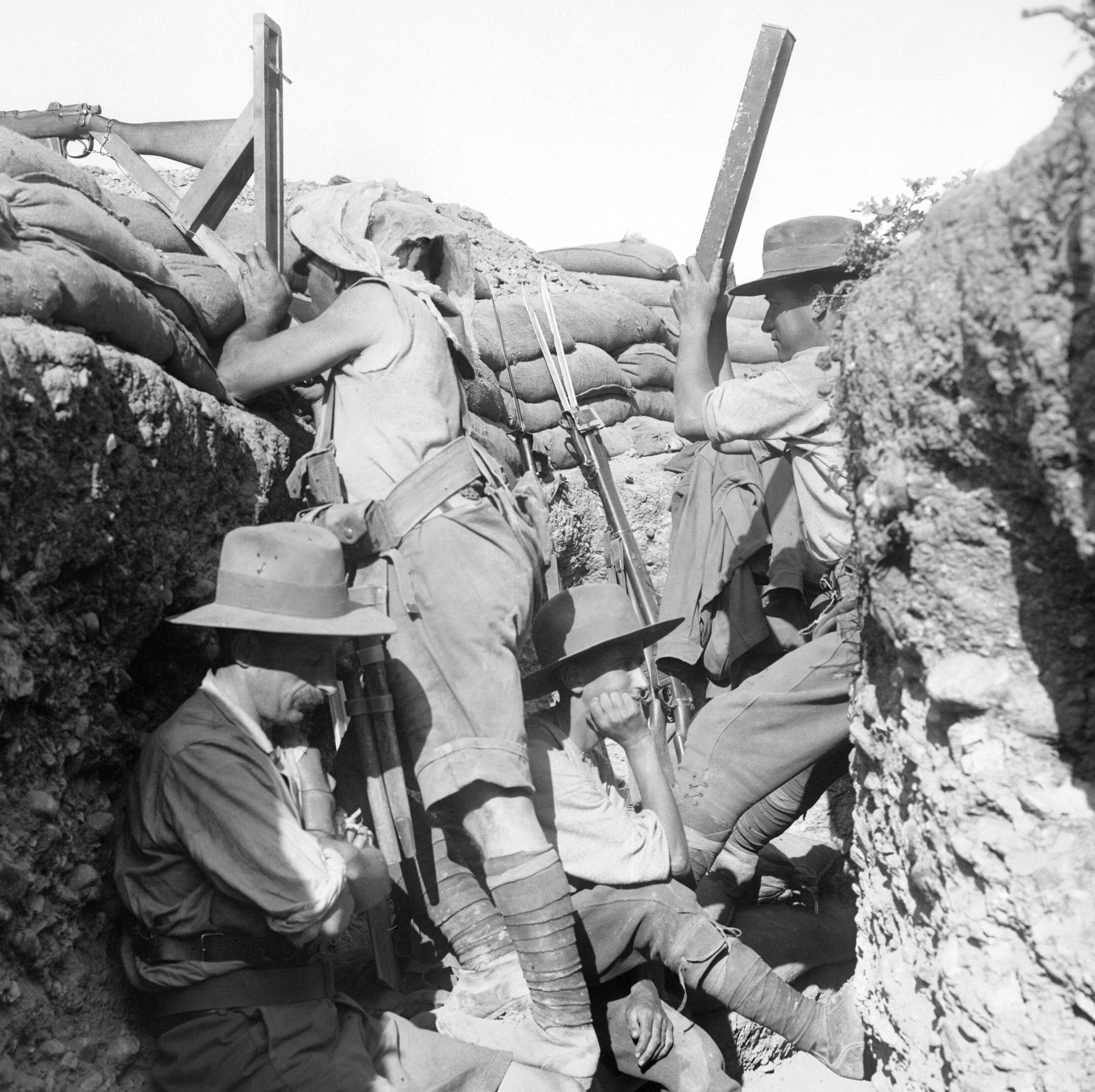
Австралийский снайпер стреляет из винтовки с перископом во время дарданелльской операции.
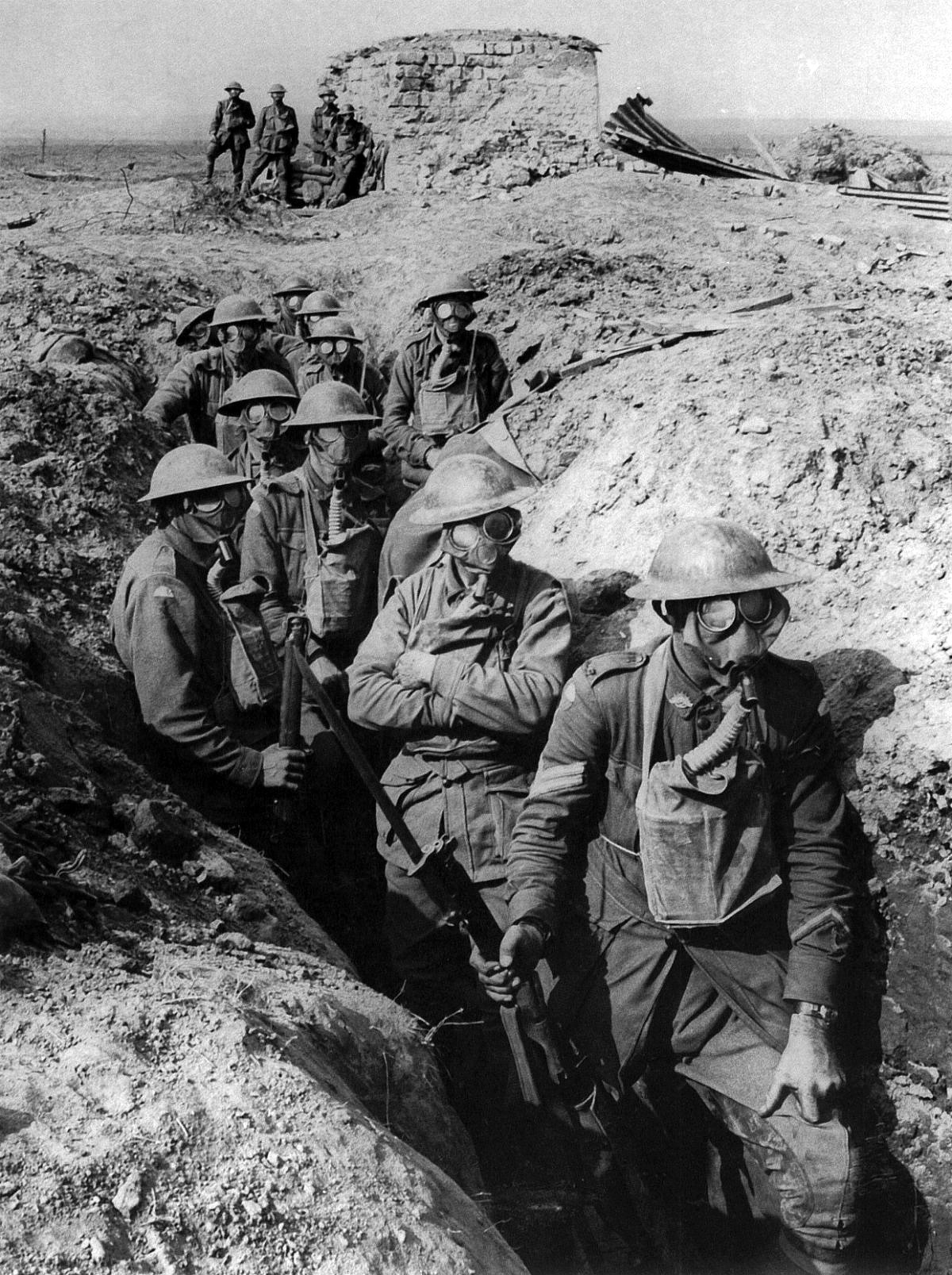
Австралийские солдаты в окопах. Ипр, 1917 год.
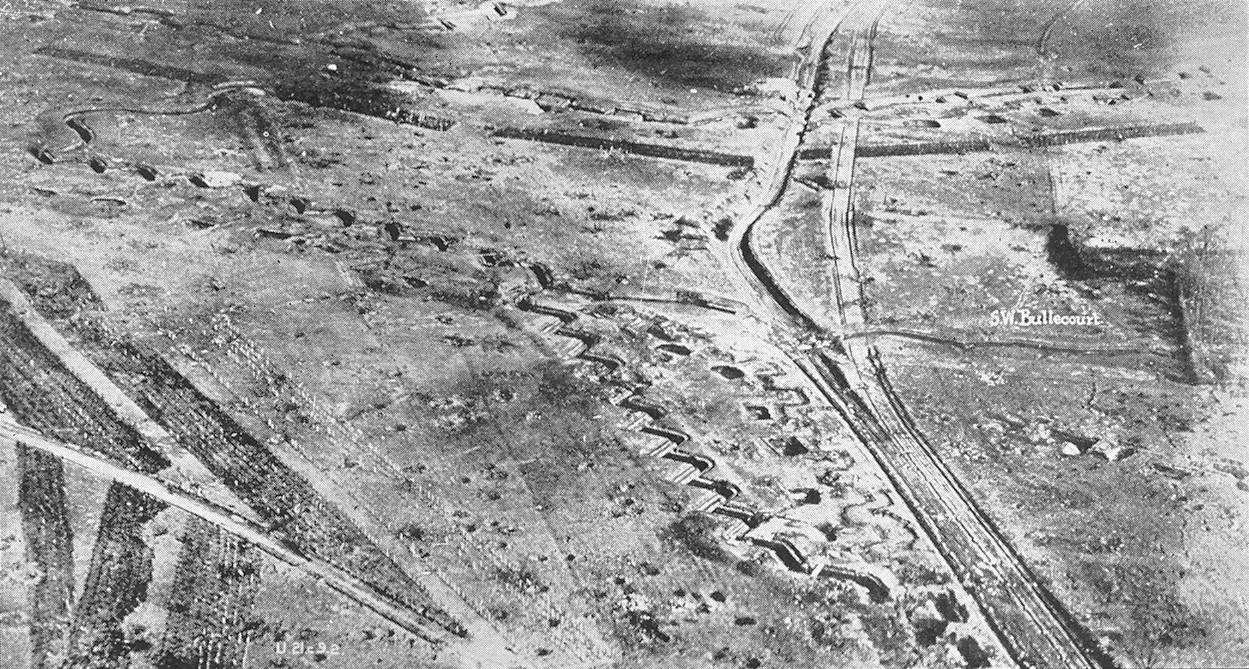
Линия Гинденбурга
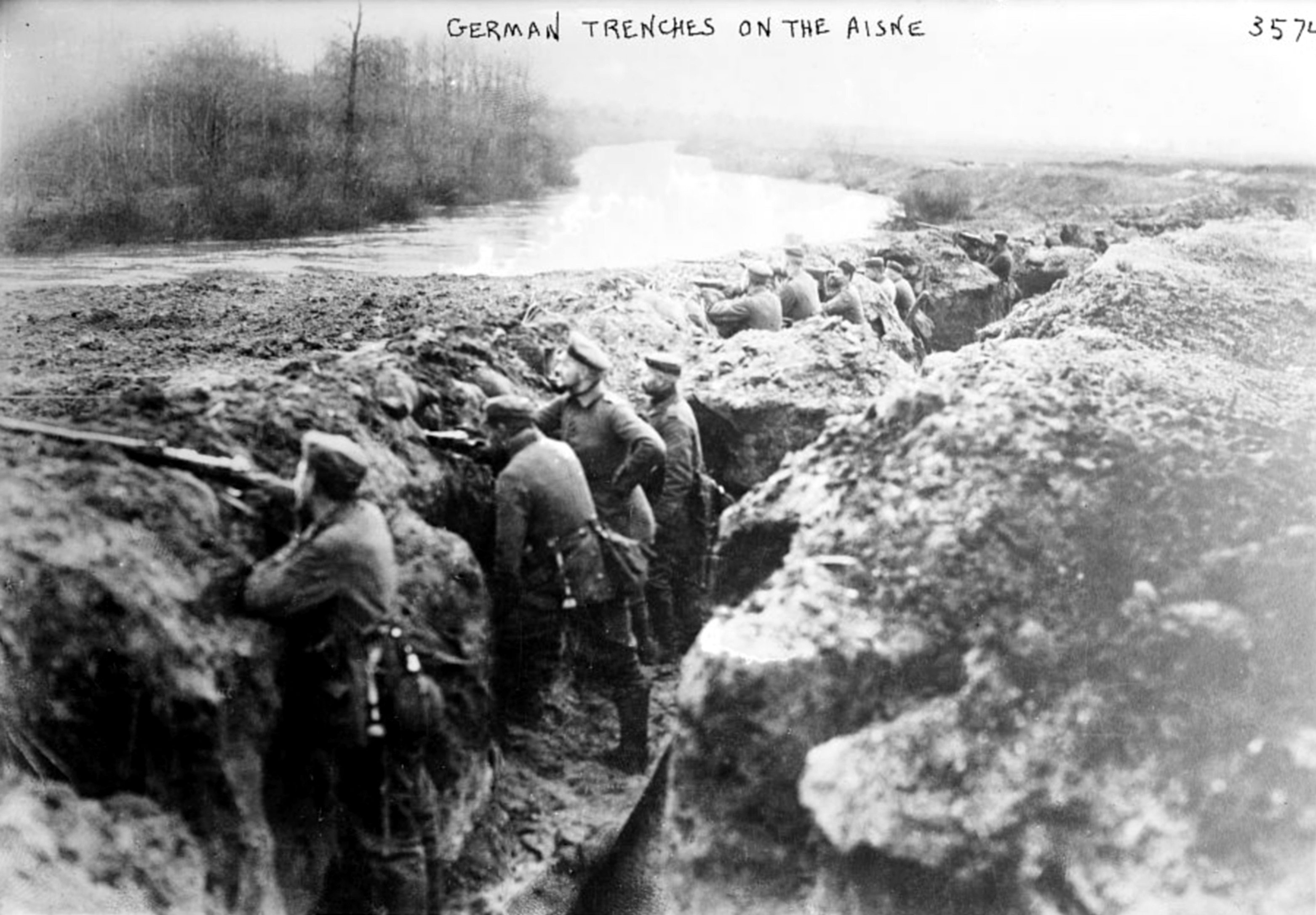
Немецкий окоп у реки Эна, 1917.
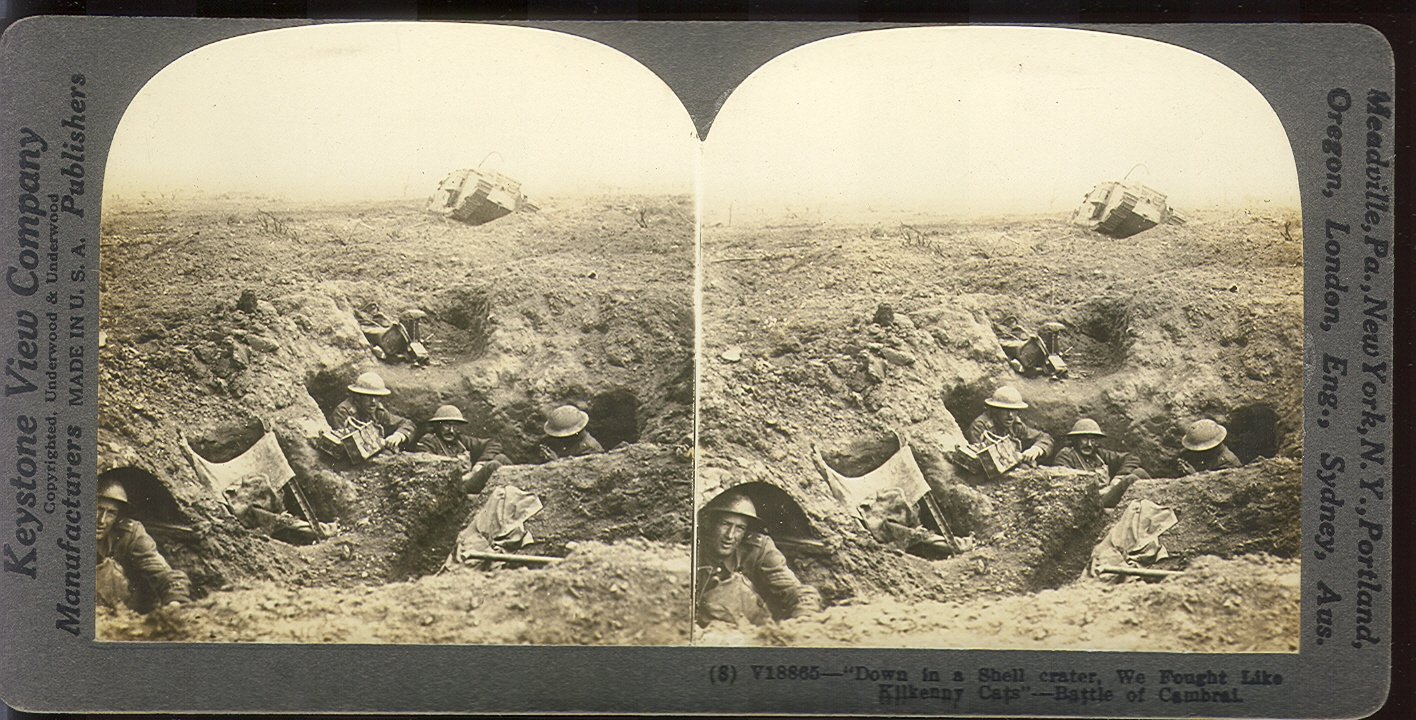
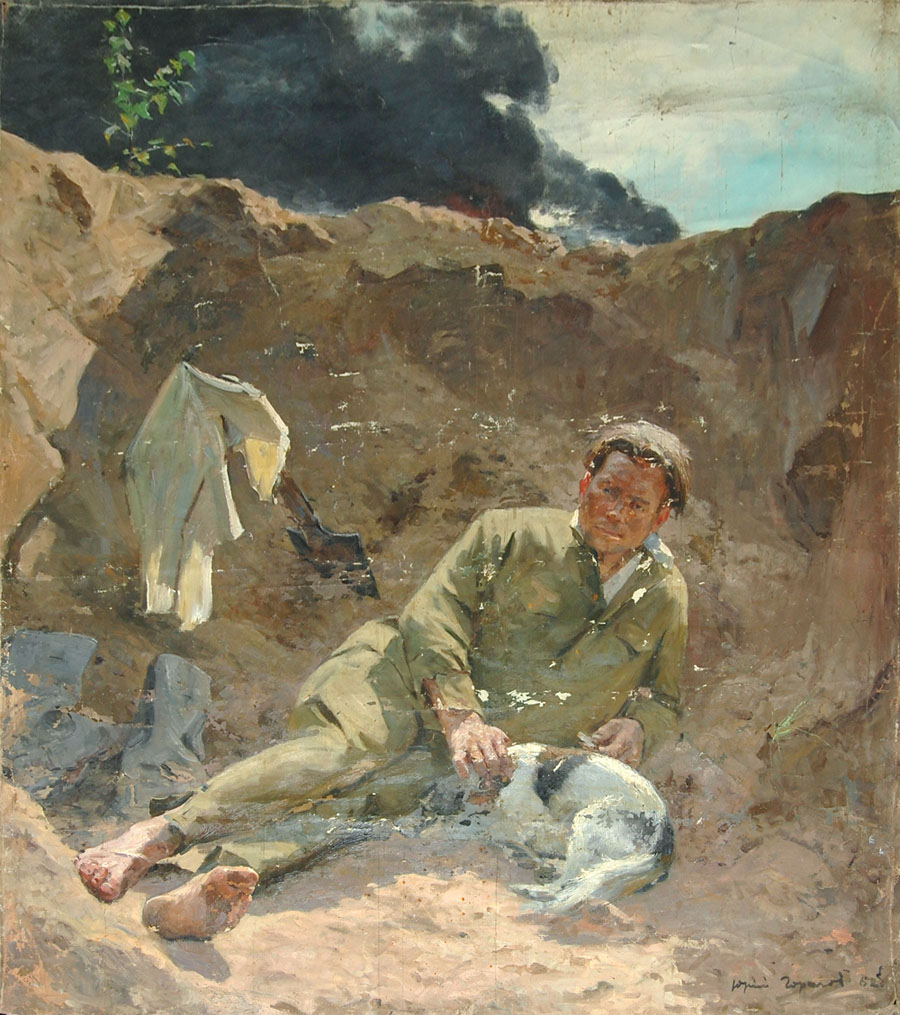
Солдат в окопе, картина художника Юрия Горелова "Хотят ли русские войны?", 1962

## См. также

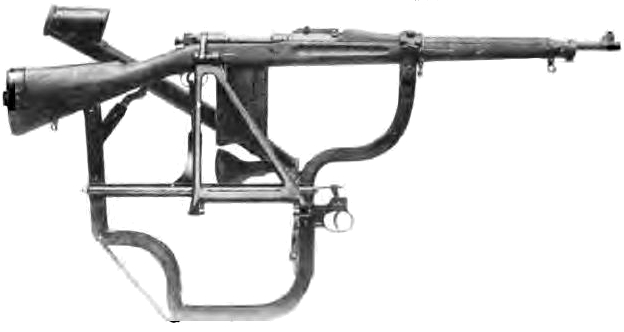
Перископная винтовка типа Элдера, на американской винтовке Springfield M1903 (1918 г.). Устройство было разработанно для ведения траншейной войны и оно позволяло стрелку вести огонь через бруствер окопа, оставаясь при этом в укрытии и под защитой.